# Chalcosyrphus curvipes
Chalcosyrphus curvipes là một loài ruồi trong họ Ruồi giả ong (Syrphidae). Loài này được Loew mô tả khoa học đầu tiên năm 1854. Chalcosyrphus curvipes phân bố ở miền Tân bắc